# 広州交響楽団
広州交響楽団（こうしゅう こうきょうがくだん、簡体字中国語: 广州交响乐团、英語: Guangzhou Symphony Orchestra、英文略称：GSO）は、中国の広東省 広州市を本拠地とするオーケストラ。

## 概要
1957年創設。広州文化省に所属し、星海音楽庁コンサートホールを本拠とする。
1998年に始まった北京音楽祭でのオペラ公演が称賛され、これを聴いた作曲家クシシュトフ・ペンデレツキにも高く評価される。この他、香港芸術祭、マカオ国際音楽祭にも多数出演している。
2000年以降、文化部と広東省政府の依頼により数多くのツアーに派遣され、オーストリア、ドイツ、イギリス、フランス、オランダ、オーストラリア、アメリカ合衆国、イタリア、スイス、韓国、タイ、シンガポールなどを訪問した。
2005年には、音楽監督のロン・ユーに率いられて「アジア・オーケストラ・ウィーク2005」に出演した。
また、クリストフ・ペンデレツキなど国内外の著名な作曲家に定期的に新作を委嘱するなど、中国のクラシック音楽の発展を促進している。2011年には、傘下のユースオーケストラを設立し、2016年から広州交響楽団ユースオーケストラとして運営している。

## 音楽監督
- 叶咏诗 (2001年 - 2003年)
- ロン・ユー (2003年 - 2023年)[4]
- ホアン・イー (2023年 - )[5]